# Bâtiment de la Croix rouge à Belgrade
Le bâtiment de la Croix rouge (en serbe cyrillique : Дом Друштва Црвеног крста ; en serbe latin : Dom Društva Crvenog krsta) est situé à Belgrade, la capitale de la Serbie, dans la municipalité urbaine de Stari grad. Construit en 1879, il est inscrit sur la liste des biens culturels de la Ville de Belgrade.

## Présentation
Le bâtiment de la Croix rouge, situé 19 rue Simina, a été achevé en 1879 d'après un projet d'Aleksandar Bugarski, l'un des architectes serbes les plus importants du XIXe siècle. Deux étages et un grenier furent ajoutés en 1925-1927. Le bâtiment a été construit pour la Croix-Rouge serbe pour servir de bureaux et d'entrepôt ; il a été transformé en hôpital pendant la Première Guerre mondiale.
L'Association de la Croix rouge serbe a été fondée en 1876 comme une antenne de l'organisation de la Croix rouge internationale, pour venir en aide aux blessés, aux malades, aux prisonniers et au civils en période de guerre ou pour apporter son assistance en période d'épidémies et de catastrophes naturelles.